# Bunker Islets
Die Bunker Islets sind eine Inselgruppe, die zur Nordostkette der Inselansammlung der Titi/Muttonbird Islands in der Foveaux Strait von Neuseeland zählen. Sie liegen 50 km südlich von Invercargill.
Das Klima der unbewohnten Inseln ist gemäßigt. Die Durchschnittstemperatur beträgt 6 °C. Der wärmste Monat ist der Januar mit 10 °C und der kälteste Juni mit 3 °C. Der durchschnittliche Niederschlag beträgt 1.347 Millimeter pro Jahr. Der feuchteste Monat ist der Oktober mit 183 Millimetern Regen und der trockenste Monat Februar mit 64 Millimetern.